# جيم تومسون
جيمس مايرز طومسون أو من يُطلق عليه (بالإنجليزية: Jim Thompson)‏ (27 سبتمبر 1906 - 7 أبريل 1977)، كان كاتب وسيناريست أمريكي معروف بروايات الجريمة، ولد في بداية القرن العشرين عام 1906م، وتوفي عن عمر يناهز 70 عامًا في هوليوود بولاية كاليفورنيا الأمريكية.
كتب طومسون أكثر من ثلاثين رواية، كانت الغالبية منها منشورات ورقية أصلية من دور النشر، في الفترة من أواخر الأربعينات حتى منتصف الخمسينات.

## روابط خارجية
- جيم تومسون على موقع IMDb (الإنجليزية)
- جيم تومسون على موقع الموسوعة البريطانية (الإنجليزية)
- جيم تومسون على موقع ألو سيني (الفرنسية)
- جيم تومسون على موقع أول موفي (الإنجليزية)
- جيم تومسون على موقع قاعدة بيانات الأفلام السويدية (السويدية)
- جيم تومسون على موقع إن إن دي بي (الإنجليزية)
- جيم تومسون على موقع قاعدة بيانات الفيلم (الإنجليزية)
- جيم تومسون على موقع كينوبويسك (الروسية)